# Desserte (meuble)
 (mars 2016).
Si vous disposez d'ouvrages ou d'articles de référence ou si vous connaissez des sites web de qualité traitant du thème abordé ici, merci de compléter l'article en donnant les références utiles à sa vérifiabilité et en les liant à la section « Notes et références ».
Une desserte est une petite table, généralement montée sur roulettes, qui permet de transporter les plats jusqu'à la table où sont servis les repas. Appelée aussi table servante, toute de métal (mais pas toujours, voir photographie ci-dessous), elle peut être équipée d'un système de chauffage qui maintient les plats à bonne température pendant le service à table.
Les modèles utilisés au domicile privé sont parfois pliables pour occuper moins de place.

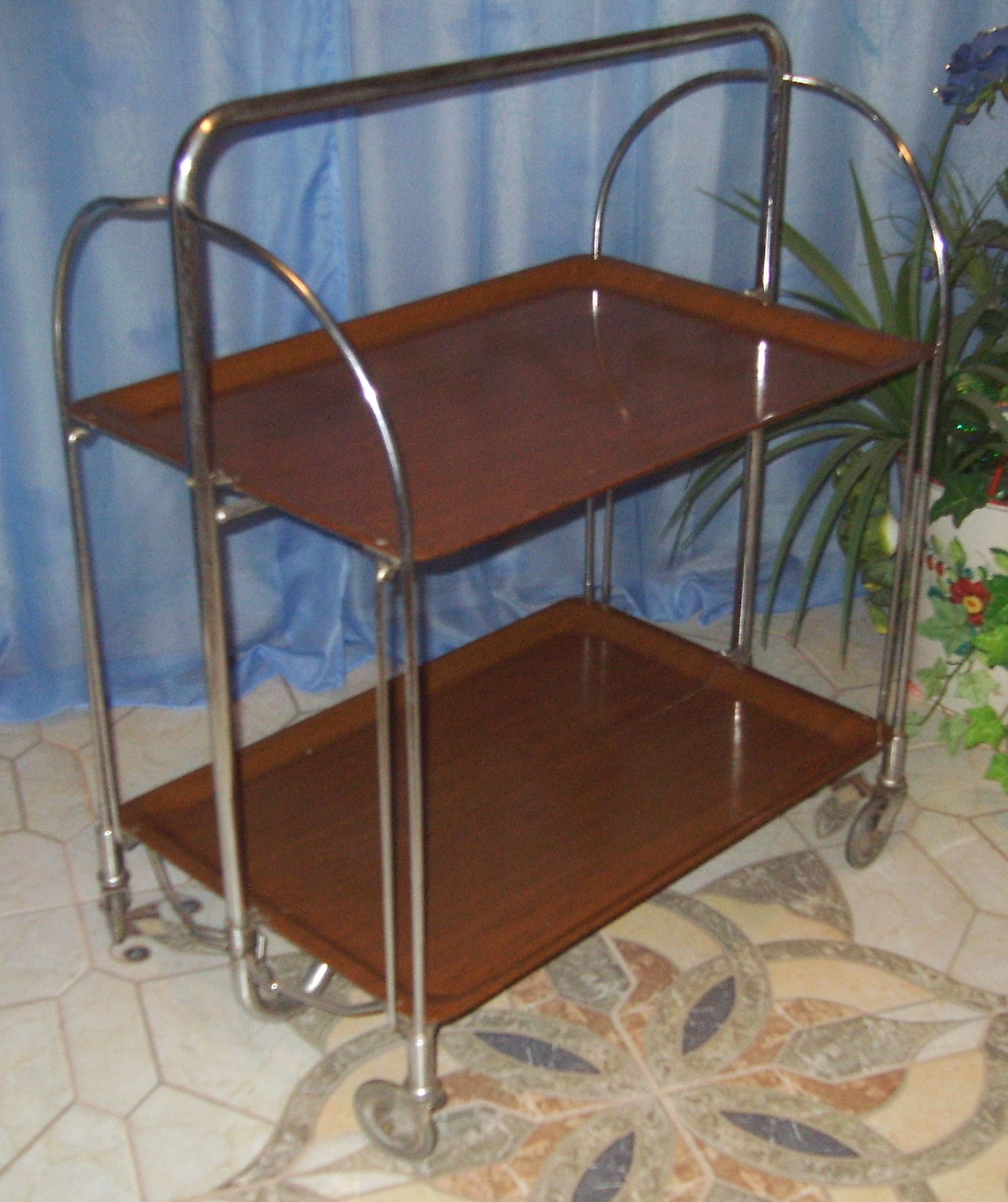
Desserte à roulettes.
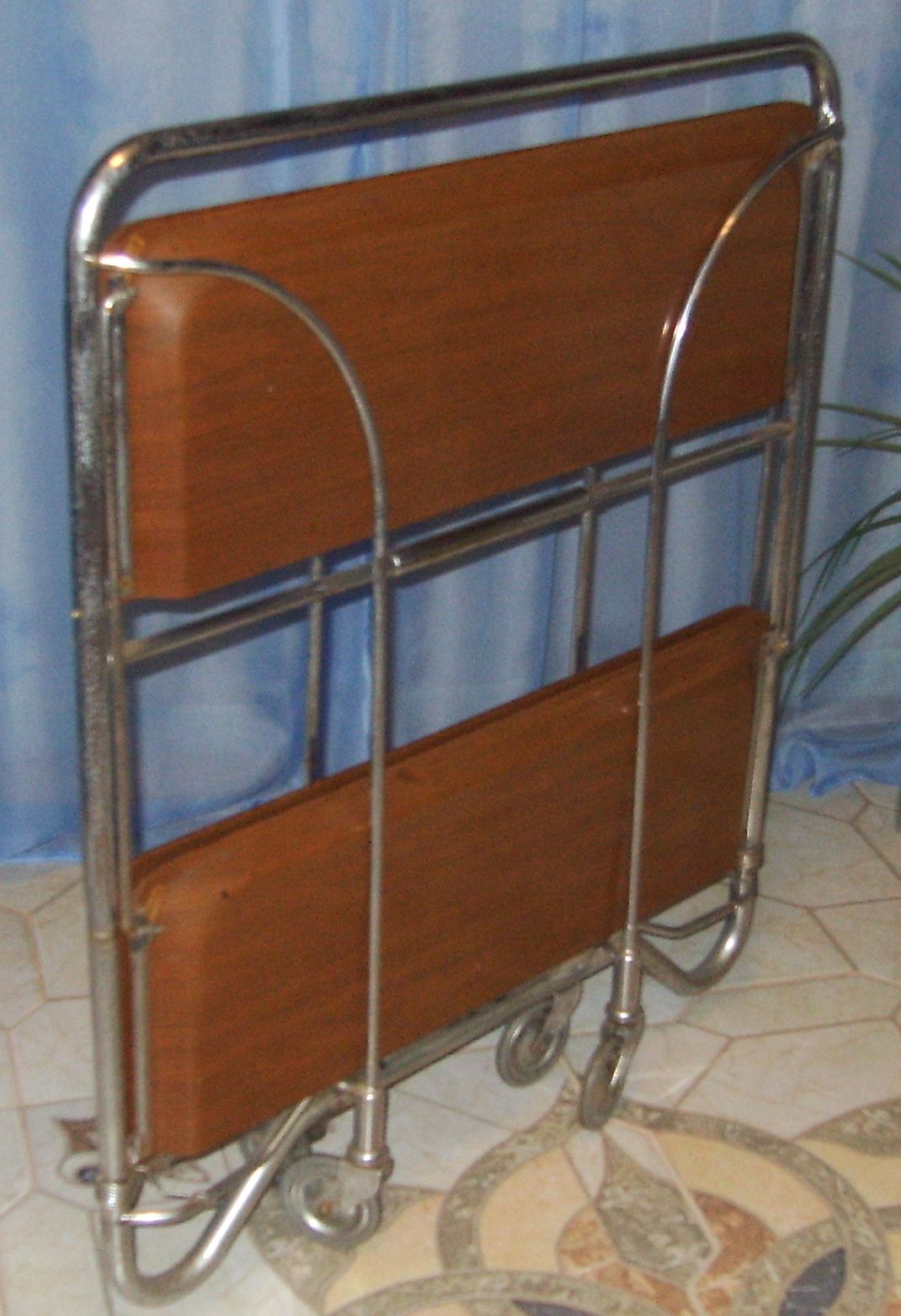
Desserte à roulettes repliée.

Dans son ouvrage La Mise en scène de la vie quotidienne, le sociologue Erving Goffman explique que la desserte a été introduite au xviiie siècle pour se passer des domestiques lors des réceptions entre amis. Les amis, en effet, accusaient les domestiques d'écouter, et surtout de répéter, les conversations.